# Francesco Nirta
Francesco Nirta (Locri, 8 gennaio 1974) è un mafioso italiano della 'Ndrangheta, affiliato ai Nirta-Strangio e figlio di Giuseppe Nirta U versu.
Fino al suo arresto, avvenuto nel 2013 nei Paesi Bassi, era inserito nella lista dei latitanti di massima pericolosità.

## Biografia
Latitante dal 2007, era ricercato per traffico di droga ed armi, omicidio e associazione a delinquere di stampo mafioso. Nirta era stato condannato in primo grado per l'omicidio di Bruno Pizzata nelle campagne di Casignana durante la faida con i Pelle il 4 gennaio 2007, ma non era coinvolto nella strage di Duisburg del 15 agosto dello stesso anno.
L'omicidio di Pizzata, avvenuto nell'ambito della faida di San Luca tra i Nirta-Strangio e i Pelle-Vottari, fu commesso per vendicare la strage di Natale 2006 in cui fu uccisa Maria Strangio e restarono ferite altre cinque persone tra cui un bambino, il rispettivo marito Giovanni Luca e il fratello Francesco arrestato ad Amsterdam nei Paesi Bassi. Il 20 settembre 2013 Francesco Nirta è stato catturato in un lussuoso appartamento a Nieuwegein, vicino ad Utrecht nei Paesi Bassi,
e poi estradato in Italia due mesi dopo dove lo attendeva una condanna all'ergastolo.